# Hsekiu
Hsekiu, isto poznat kao i Seka, spomenut je na kamenu iz Palerma kao preddinastijski egipatski kralj koji je vladao Donjim Egiptom. O njegovoj vladavini nema drugih dokaza, pa je moguće da je on mitski vladar prenesen usmenim pričama s koljena na koljeno, ili je potpuno izmišljena osoba.
- Kamen iz Palerma, stela na kojoj je spomenut Hseiku
- Kamen iz Palerma

| Prethodnik: | Egipatski faraoni | Nasljednik:    |
| Teš (? - ?) | Egipatski faraoni | Uazner (? - ?) |